# Vuelta a Suiza 2009
La 73.ª edición de la Vuelta a Suiza se disputó entre el 13 y el 21 de junio de 2009, con un recorrido de 1355 km distribuidos en nueve etapas, con inicio en Liechtenstein y final en Berna.
La carrera formó parte del calendario UCI ProTour 2009.
El ganador final fue el Fabian Cancellara (que además se hizo con las dos contrarrelojes y la clasificación de los puntos). Le acompañaron en el podio Tony Martin (vencedor de la clasificación de la montaña) y Roman Kreuziger, respectivamente.
En las otras clasificaciones secundarias se impusieron Enrico Gasparotto (sprints) y Saxo Bank (equipos).

## Equipos participantes
Tomaron parte en la carrera 20 equipos: los 18 de categoría UCI ProTeam (al ser obligada su participación); más 2 de categoría Profesional Continental (Cervélo Test Team y Vorarlberg-Corratec) mediante invitación de la organización. Los equipos participantes fueron:
| - Ag2r-La Mondiale - Astana - Bbox Bouygues Telecom - Caisse d'Epargne - Cofidis, le Crédit en Ligne - Euskaltel-Euskadi - Française des Jeux | - Fuji-Servetto - Garmin-Slipstream - Lampre-NGC - Liquigas - Quick Step - Rabobank - Silence-Lotto | - Team Columbia-High Road - Team Katusha - Team Milram - Team Saxo Bank - Cervélo Test Team - Vorarlberg-Corratec |

## Etapas

### 1.ª Etapa
- 13 de junio de 2009.  Mauren- Ruggell, 7,8 km (CRI)

#### Resumen
La primera etapa consistió en una pequeña contrarreloj en el vecino estado de Liechtenstein, con una pequeña ascensión durante la primera part y un descenso técnico para llegar a la meta después de una recta de 2 km.
El dos veces campeón del mundo de contrarreloj Fabian Cancellara fue el vencedor de la etapa, con 19 segundos de ventaja respecto el vigent campeón de la carrera, el checo Roman Kreuziger.

#### Clasificaciones
|   | Ciclista          | Equipo             | Tiempo |
| - | ----------------- | ------------------ | ------ |
| 1 | Fabian Cancellara | Saxo Bank          | 9' 21" |
| 2 | Roman Kreuziger   | Liquigas           | + 19"  |
| 3 | Andreas Klöden    | Astana             | + 22"  |
| 4 | George Hincapie   | Columbia-High Road | + 24"  |
| 5 | Tony Martin       | Columbia-High Road | + 31"  |

|   | Ciclista          | Equipo             | Tiempo |
| - | ----------------- | ------------------ | ------ |
| 1 | Fabian Cancellara | Saxo Bank          | 9' 21" |
| 2 | Roman Kreuziger   | Liquigas           | + 19"  |
| 3 | Andreas Klöden    | Astana             | + 22"  |
| 4 | George Hincapie   | Columbia-High Road | + 24"  |
| 5 | Tony Martin       | Columbia-High Road | + 31"  |

### 2.ª Etapa
- 14 de junio de 2009. Davos-Davos, 150 km

#### Resumen
La etapa comenzó a 1400 m s. n. m. con un descenso de 35 km que llevó a los ciclistas hasta los 500 m s. n. m. Después de 60 km llanos se inició el ascenso hasta a volver al lugar de partida, con un puerto de primera y uno de tercera categoría antes de la llegada.
La etapa estuvo marcada por una escapada formada por Javier Aramendia, Josef Benetseder y Hervé Duclos-Lassalle, que consiguieron una máxima diferencia de 2'30", y fueron neutralizados a falta de 25 km para meta. En ese momento atacó Tony Martin, hasta conseguir pasar el puerto de primera en primera posición, però su fuga acabó a 6 km de la llegada, merced al trabajo de los equipos de los esprínteres. Bernhard Eisel se impuso en meta por delante de Gerald Ciolek y Óscar Freire.

#### Clasificaciones
|   | Ciclista           | Equipo             | Tiempo     |
| - | ------------------ | ------------------ | ---------- |
| 1 | Bernhard Eisel     | Columbia-High Road | 3h 36' 54" |
| 2 | Gerald Ciolek      | Milram             | m.t.       |
| 3 | Óscar Freire       | Rabobank           | m.t.       |
| 4 | Francesco Gavazzi  | Lampre-N.G.C.      | m.t.       |
| 5 | José Joaquín Rojas | Caisse d'Epargne   | m.t.       |

|   | Ciclista          | Equipo             | Tiempo     |
| - | ----------------- | ------------------ | ---------- |
| 1 | Fabian Cancellara | Saxo Bank          | 3h 46' 12" |
| 2 | Roman Kreuziger   | Liquigas           | + 22"      |
| 3 | Andreas Klöden    | Astana             | + 25"      |
| 4 | George Hincapie   | Columbia-High Road | + 27"      |
| 5 | Tony Martin       | Columbia-High Road | + 34"      |

### 3.ª Etapa
- 15 de junio de 2009. Davos-Lumino, 195 km

#### Resumen
Los primeros 100 km de la etapa tuvieron una tendencia al descenso, pese a algunas ascensiones no puntuables. A partir de ese momento empezó la ascensión al Lukmanier Pass, a casi 2000 m s. n. m. La parte final de la etapa, una vez acabado el descenso, fue llana.
El día empezó con una escapada formada por William Frischkorn, Enrico Gasparotto, Samuel Dumoulin y Marlon Pérez, que llegaron a tener una máxima diferencia de tres minutos en la cima del Lukmanier Pass. El trabajo de los equipos de los esprínteres y la amenaza de Gasparotto de cara a la general hicieron que el gran grup tirara con fuerza, neutralizando la escapada a 3 kilómetros de meta. En el sprint Mark Cavendish se impuso a Óscar Freire y Thor Hushovd.

#### Clasificaciones
|   | Ciclista           | Equipo             | Tiempo     |
| - | ------------------ | ------------------ | ---------- |
| 1 | Mark Cavendish     | Columbia-High Road | 4h 39' 27" |
| 2 | Óscar Freire       | Rabobank           | m.t.       |
| 3 | Thor Hushovd       | Cervélo Test Team  | m.t.       |
| 4 | Francesco Gavazzi  | Lampre-N.G.C.      | m.t.       |
| 5 | José Joaquín Rojas | Caisse d'Epargne   | m.t.       |

|   | Ciclista          | Equipo             | Tiempo     |
| - | ----------------- | ------------------ | ---------- |
| 1 | Fabian Cancellara | Team Saxo Bank     | 3h 46' 12" |
| 2 | Roman Kreuziger   | Liquigas           | + 22"      |
| 3 | Andreas Klöden    | Astana             | + 25"      |
| 4 | George Hincapie   | Columbia-High Road | + 27"      |
| 5 | Tony Martin       | Columbia-High Road | + 34"      |

### 4.ª Etapa
- 16 de junio de 2009. Biasca-Stäfa, 197 km

#### Resumen
La primera parte de la etapa fue de alta montaña, con la ascensión al Gotthardpass, el punto más elevado de esta edición con 2108 m s. n. m. Más adelante los ciclistas superararon un puert de segunda categoría a 50 km de meta.
La etapa se inició con una escapada muy numerosa, de 26 ciclistas. El mejor situado de todos ellos éra Tony Martin, a poco más de medio minuto de Cancellara. Pese a ello, no pudo pasar una segunda criba, en la que sólo nueve de los 26 quedaron delante.
Tadej Valjavec fue el primero en atacar dentro del grupo de escapados con el objetivo de ganar la etapa, pero Matti Breschel y Andy Schleck lo evitaron. El siguiente en probar suerte fue Thomas Rohregger, pero fue alcanzado a 150 metros de la llegada. Finalmente, el vencedor fue Breschel, que superó en la línea de meta a Maxim Iglinskiy. Valjavec se convertía en el nuevo líder.

#### Clasificaciones
|   | Ciclista        | Equipo           | Tiempo     |
| - | --------------- | ---------------- | ---------- |
| 1 | Matti Breschel  | Saxo Bank        | 3h 57' 03" |
| 2 | Maxim Iglinskiy | Astana           | m.t.       |
| 3 | Tadej Valjavec  | Ag2r-La Mondiale | m.t.       |
| 4 | Peter Velits    | Milram           | m.t.       |
| 5 | Oliver Zaugg    | Liquigas         | m.t.       |

|   | Ciclista         | Equipo           | Tiempo      |
| - | ---------------- | ---------------- | ----------- |
| 1 | Tadej Valjavec   | Ag2r-La Mondiale | 13h 27' 57" |
| 2 | Andy Schleck     | Saxo Bank        | + 2"        |
| 3 | Peter Velits     | Milram           | + 11"       |
| 4 | Thomas Rohregger | Milram           | + 13"       |
| 5 | Oliver Zaugg     | Liquigas         | + 14"       |

### 5.ª Etapa
- 17 de junio de 2009. Stäfa- Serfaus, 202 km

#### Resumen
Fue la etapa reina de esa edición, con cuatro puertos de montaña puntuables, dos de primera categoría y dos de tercera. Dos de esos puertos se encontraban en los últimos kilómetros de etapa, con uno de primera a falta de 10 km y uno de tercera en meta.
Se produjeron numerosas escapadas durante toda la etapa. La primera fue a cargo de Pascal Hungerbühler, que corrió escapado durante los primeros 150 km. Una vez neutralizado se sucedieron nuevos intentos, formándose finalmente un grupo de 15 corredores donde estaban todos los grandes favoritos. Pese a los intentos de Tony Martin para irse en solitorio fue Michael Albasini el que se impuso al sprint. Andy Schleck fue el gran perjudicado de la etapa, perdiendo más de un minuto respecto al líder.

#### Clasificaciones
|   | Ciclista          | Equipo             | Tiempo     |
| - | ----------------- | ------------------ | ---------- |
| 1 | Michael Albasini  | Columbia-High Road | 5h 24' 04" |
| 2 | Fabian Cancellara | Saxo Bank          | m.t.       |
| 3 | Damiano Cunego    | Lampre-N.G.C.      | m.t.       |
| 4 | Oliver Zaugg      | Liquigas           | m.t.       |
| 5 | Vladímir Karpets  | Katusha            | m.t.       |

|   | Ciclista          | Equipo           | Tiempo      |
| - | ----------------- | ---------------- | ----------- |
| 1 | Tadej Valjavec    | Ag2r-La Mondiale | 18h 52' 01" |
| 2 | Oliver Zaugg      | Liquigas         | + 14"       |
| 3 | Fabian Cancellara | Saxo Bank        | + 14"       |
| 4 | Roman Kreuziger   | Liquigas         | + 42"       |
| 5 | Andreas Klöden    | Astana           | + 45"       |

### 6.ª Etapa
- 18 de junio de 2009. Oberriet-Bad Zurzach, 178 km

#### Resumen
Fue una etapa básicamente llana, con un puerto de segunda categoría de inicio y dos puertos de tercera en los kilómetros finales.
Reto Hollenstein fue el protagonista de la etapa, con una escapada que finalizó a falta de 20 km para meta. Los equipos de los sprínters no quisieron dejar pasar una buena oportunidad para jugar la victoria al sprint. En éste, el más fuerte fue, nuevamente, Mark Cavendish por delante de Óscar Freire. Fabian Cancellara aprovechó para ponerse en segunda posición de la general merced a 5 segundos de bonificación.

#### Clasificaciones
|   | Ciclista          | Equipo             | Tiempo     |
| - | ----------------- | ------------------ | ---------- |
| 1 | Mark Cavendish    | Columbia-High Road | 4h 18' 26" |
| 2 | Óscar Freire      | Rabobank           | m.t.       |
| 3 | Francesco Gavazzi | Liquigas           | m.t.       |
| 4 | Thor Hushovd      | Cervélo Test Team  | m.t.       |
| 5 | Jürgen Roelandts  | Silence-Lotto      | m.t.       |

|   | Ciclista          | Equipo           | Tiempo      |
| - | ----------------- | ---------------- | ----------- |
| 1 | Tadej Valjavec    | Ag2r-La Mondiale | 23h 10' 27" |
| 2 | Fabian Cancellara | Team Saxo Bank   | + 9"        |
| 3 | Oliver Zaugg      | Liquigas         | + 14"       |
| 4 | Roman Kreuziger   | Liquigas         | + 42"       |
| 5 | Andreas Klöden    | Astana           | + 45"       |

### 7.ª Etapa
- 19 de junio de 2009. Bad Zurzach-Vallorbe Juraparc, 204 km

#### Resumen
Etapa básicamente llana durante los primeros 180 km para acabar con una brusca ascensión a dos puertos en los últimos 20 km, el último de ellos de segunda categoría y donde estaba situada la meta.
La escapada del día estaba formada por cuatro ciclistas, entre ellos José Joaquín Rojas y Gerald Ciolek, pero a 13 km para meta fueron neutralizados. El ascenso a los últimos puertos propició la lucha entre los favoritos, escapándose Roman Kreuziger, que gozó de una máxima diferencia de 15 segundos. En los últimos metros se confió, lo que permitió la victoria final de Kim Kirchen. A 7 segundos llegó el grupo de favoritos, sin cambios en la general.

#### Clasificaciones
|   | Ciclista        | Equipo             | Tiempo     |
| - | --------------- | ------------------ | ---------- |
| 1 | Kim Kirchen     | Columbia-High Road | 4h 56' 41" |
| 2 | Roman Kreuziger | Liquigas           | + 2"       |
| 3 | Peter Velits    | Milram             | + 7"       |
| 4 | Oliver Zaugg    | Liquigas           | m.t.       |
| 5 | Eros Capecchi   | Fuji-Servetto      | m.t.       |

|   | Ciclista          | Equipo           | Tiempo      |
| - | ----------------- | ---------------- | ----------- |
| 1 | Tadej Valjavec    | Ag2r-La Mondiale | 28h 07' 00" |
| 2 | Fabian Cancellara | Saxo Bank        | + 9"        |
| 3 | Oliver Zaugg      | Liquigas         | + 14"       |
| 4 | Roman Kreuziger   | Liquigas         | + 31"       |
| 5 | Andreas Klöden    | Astana           | + 45"       |

### 8.ª Etapa
- 20 de junio de 2009. Le Sentier - Crans-Montana, 182 km

#### Resumen
Etapa con un recorrido muy similar al anterior. Un primer tramo llano y unos kilómetros finales en ascenso, en este caso a un puerto de tercera y de primera categoría.
Durante los primeros kilómetros de etapa se sucedieron varios intentos de escapada, pero el control ejercido por los equipos de los favoritos a la general evitaron que fructificasen. En los últimos kilómetros el fuerte marcaje entre favoritos fue aprovechado por Tony Martin para hacerse con la victoria, la sexta de su equipo en esta edición. Cancellara, nuevamente, recortó diferencias respecto al líder.

#### Clasificaciones
|   | Ciclista          | Equipo             | Tiempo     |
| - | ----------------- | ------------------ | ---------- |
| 1 | Tony Martin       | Columbia-High Road | 4h 56' 41" |
| 2 | Damiano Cunego    | Lampre-N.G.C.      | m.t.       |
| 3 | Fabian Cancellara | Saxo Bank          | + 2"       |
| 4 | Tadej Valjavec    | Ag2r-La Mondiale   | m.t.       |
| 5 | Kim Kirchen       | Columbia-High Road | m.t.       |

|   | Ciclista          | Equipo             | Tiempo      |
| - | ----------------- | ------------------ | ----------- |
| 1 | Tadej Valjavec    | Ag2r-La Mondiale   | 32h 19' 48" |
| 2 | Fabian Cancellara | Saxo Bank          | + 4"        |
| 3 | Roman Kreuziger   | Liquigas           | + 28"       |
| 4 | Tony Martin       | Columbia-High Road | + 39"       |
| 5 | Andreas Klöden    | Astana             | + 45"       |

### 9.ª Etapa
- 21 de junio de 2009. Berna - Berna, 39 km (CRI)

#### Resumen
La última etapa fue una contrarreloj sin ninguna dificultad montañosa.
Fabian Cancellara hizo una excelente crono, con la que recuperó los cuatro segundos de desventaja que tenía respecto al hasta la fecha líder Tadej Valjavec, y consiguió imponerse en la general con más de dos minutos sobre Tony Martin, segundo clasificado de la general.

#### Clasificaciones
|   | Ciclista          | Equipo             | Tiempo   |
| - | ----------------- | ------------------ | -------- |
| 1 | Fabian Cancellara | Saxo Bank          | 45' 59"  |
| 2 | Tony Martin       | Columbia-High Road | + 1' 27" |
| 3 | Thomas Dekker     | Silence-Lotto      | + 1' 42" |
| 4 | Marcus Burghardt  | Columbia-High Road | + 1' 43" |
| 5 | Sylvain Chavanel  | Quick Step         | + 1' 48" |

|   | Ciclista          | Equipo             | Tiempo     |
| - | ----------------- | ------------------ | ---------- |
| 1 | Fabian Cancellara | Saxo Bank          | 33 05' 51" |
| 2 | Tony Martin       | Columbia-High Road | + 2' 02"   |
| 3 | Roman Kreuziger   | Liquigas           | + 2' 24"   |
| 4 | Andreas Klöden    | Astana             | + 2' 50"   |
| 5 | Vladímir Karpets  | Team Katusha       | + 3' 18"   |

## Clasificaciones finales

### Clasificación general
| Posición | Ciclista          | Equipo                      | Tiempo     |
| -------- | ----------------- | --------------------------- | ---------- |
|          | Fabian Cancellara | Saxo Bank                   | 33 05' 51" |
| 2        | Tony Martin       | Columbia-High Road          | + 2' 02"   |
| 3        | Roman Kreuziger   | Liquigas                    | + 2' 24"   |
| 4        | Andreas Klöden    | Astana                      | + 2' 50"   |
| 5        | Vladímir Karpets  | Katusha                     | + 3' 18"   |
| 6        | Damiano Cunego    | Lampre-N.G.C.               | + 3' 23"   |
| 7        | Tadej Valjavec    | Ag2r-La Mondiale            | + 3' 45"   |
| 8        | Rein Taaramäe     | Cofidis, le Crédit en Ligne | + 4' 04"   |
| 9        | Kim Kirchen       | Columbia-High Road          | + 4' 04"   |
| 10       | Maxime Monfort    | Columbia-High Road          | + 4' 08"   |

### Clasificación por puntos
| Posición | Ciclista          | Equipo             | Puntos |
| -------- | ----------------- | ------------------ | ------ |
|          | Fabian Cancellara | Saxo Bank          | 70     |
| 2        | Mark Cavendish    | Columbia-High Road | 50     |
| 3        | Roman Kreuziger   | Liquigas           | 50     |

### Clasificación de la montaña
| Posición | Ciclista          | Equipo              | Puntos |
| -------- | ----------------- | ------------------- | ------ |
|          | Tony Martin       | Columbia-High Road  | 62     |
| 2        | Maxim Iglinskiy   | Astana              | 26     |
| 3        | Silvere Ackermann | Vorarlberg-Corratec | 21     |

### Clasificación de los sprints
| Posición | Ciclista          | Equipo     | Puntos |
| -------- | ----------------- | ---------- | ------ |
|          | Enrico Gasparotto | Lampre-NGC | 21     |
| 2        | Fabian Cancellara | Saxo Bank  | 16     |
| 3        | Andy Schleck      | Saxo Bank  | 12     |

### Clasificación por equipos
| Posición | Equipo             | Tiempo      |
| -------- | ------------------ | ----------- |
|          | Saxo Bank          | 99h 23' 58" |
| 2        | Columbia-High Road | + 2' 03"    |
| 3        | Liquigas           | + 11' 03"   |

## Evolución de las clasificaciones
| Etapa (Vencedor)                    | Clasificación general | Clasificación por puntos | Clasificación de la montaña | Clasificación de los sprints | Clasificación por equipos |
| ----------------------------------- | --------------------- | ------------------------ | --------------------------- | ---------------------------- | ------------------------- |
| 1.ª etapa (CRI) (Fabian Cancellara) | Fabian Cancellara     | Fabian Cancellara        | no se entregó               | no se entregó                | Saxo Bank                 |
| 2.ª etapa (Bernhard Eisel)          | Fabian Cancellara     | Fabian Cancellara        | Tony Martin                 | Fabian Cancellara            | Saxo Bank                 |
| 3.ª etapa (Mark Cavendish)          | Fabian Cancellara     | Óscar Freire             | Tony Martin                 | Enrico Gasparotto            | Saxo Bank                 |
| 4.ª etapa (Matti Breschel)          | Tadej Valjavec        | Óscar Freire             | Tony Martin                 | Andy Schleck                 | Saxo Bank                 |
| 5.ª etapa (Michael Albasini)        | Tadej Valjavec        | Fabian Cancellara        | Tony Martin                 | Enrico Gasparotto            | Saxo Bank                 |
| 6.ª etapa (Mark Cavendish)          | Tadej Valjavec        | Mark Cavendish           | Tony Martin                 | Enrico Gasparotto            | Saxo Bank                 |
| 7.ª etapa (Kim Kirchen)             | Tadej Valjavec        | Mark Cavendish           | Tony Martin                 | Enrico Gasparotto            | Saxo Bank                 |
| 8.ª etapa (Tony Martin)             | Tadej Valjavec        | Fabian Cancellara        | Tony Martin                 | Enrico Gasparotto            | Saxo Bank                 |
| 9.ª etapa (CRI) (Fabian Cancellara) | Fabian Cancellara     | Fabian Cancellara        | Tony Martin                 | Enrico Gasparotto            | Saxo Bank                 |
| Final                               | Fabian Cancellara     | Fabian Cancellara        | Tony Martin                 | Enrico Gasparotto            | Saxo Bank                 |